# Aalborg Østre Provsti
Aalborg Østre Provsti er et provsti i Aalborg Stift.  Provstiet ligger i Aalborg Kommune.
Aalborg Østre Provsti består af 16 sogne med 20 kirker, fordelt på 9 pastorater.

## Pastorater
| Pastorater i Aalborg Østre Provsti                  | Pastorater i Aalborg Østre Provsti | Pastorater i Aalborg Østre Provsti |
| --------------------------------------------------- | ---------------------------------- | ---------------------------------- |
| Gudumholm-Lillevorde Pastorat                       | Gunderup-Nøvling-Gistrup Pastorat  | Mou Pastorat                       |
| Nørre Tranders Pastorat                             | Romdrup-Klarup Pastorat            | Skalborg Pastorat                  |
| Sønder Kongerslev-Nørre Kongerslev-Komdrup Pastorat | Sønder Tranders Pastorat           | Storvorde-Sejlflod Pastorat        |

## Sogne
| Sogne i Aalborg Østre Provsti | Sogne i Aalborg Østre Provsti | Sogne i Aalborg Østre Provsti |
| ----------------------------- | ----------------------------- | ----------------------------- |
| Gistrup Sogn                  | Gudumholm Sogn                | Gunderup Sogn                 |
| Komdrup Sogn                  | Lillevorde Sogn               | Mou Sogn                      |
| Nørre Kongerslev Sogn         | Nørre Tranders Sogn           | Nøvling Sogn                  |
| Romdrup-Klarup Sogn           | Rørdal Sogn                   | Sejlflod Sogn                 |
| Skalborg Sogn                 | Storvorde Sogn                | Sønder Kongerslev Sogn        |
| Sønder Tranders Sogn          |                               |                               |